# 317 a. C.
El año 317 a. C. fue un año del calendario romano prejuliano. En el Imperio romano se conocía como el Año del Consulado de Bruto y Bárbula (o, menos frecuentemente, año 437 Ab urbe condita). 

## Acontecimientos
- Agatocles regresa con su ejército a la ciudad de Siracusa, sometiéndola.
- Batalla de Gabiana: el reino de Paura (territorio helenístico más oriental) se independiza del dominio macedonio.
- Consulado de Cayo Junio Bubulco Bruto.

## Fallecimientos
- Filipo III de Macedonia, hermanastro de Alejandro Magno (fecha aproximada) (n. 359 a. C.)

- Datos: Q83137